# Jörg Jäger
Jörg Jäger (* 10. Dezember 1965 in Bremen-Neustadt) ist ein deutscher Politiker (CDU). Er gehörte von 1995 bis 2005 der Bremischen Bürgerschaft an.

## Biografie

### Ausbildung und Beruf
Nach seinem Abitur am Schulzentrum Bördestraße in Bremen-Lesum machte Jäger eine Ausbildung zum Industriekaufmann bei Mercedes-Benz. Im Anschluss daran begann er ein Studium der Wirtschaftswissenschaften an der Universität Bremen, welches er als Diplom-Ökonom abschloss.
Er war neben seinem Bürgerschaftsmandat angestellt bzw. freiberuflich, u. a. im Bereich Veranstaltungsmanagement, Marketing und Kommunikation tätig.
Nach der Mandatsniederlegung als Bürgerschaftsabgeordneter ist Jäger 2005 als Mitarbeiter zum Senator für Inneres und Sport gewechselt und beriet CDU-Senator Thomas Röwekamp in Bundesratsangelegenheiten und koordinierte die Zusammenarbeit mit den politischen Gremien. Zusätzlich übernahm er im Frühjahr 2007 bis 2008 die Referatsleitung und zeitweise Aufsicht über Beiräte, Ortsämter und Stadtteilmanagement für das Innenressort.
2008 wurde Jäger von der Konrad-Adenauer-Stiftung (KAS) zum Landesbeauftragten für Niedersachsen berufen. Er übernahm als Leiter das Politische Bildungsforum Niedersachsen (vormals Bildungswerk Hannover) in Hannover.
Nach einer berufsbegleitenden Weiterbildung zum Systemischen Berater wechselte er im Sommer 2016 in die Institutsleitung des Niedersächsischen Studieninstitutes für kommunale Verwaltung (NSI). Er war in der Funktion als Fortbildungsleiter und stellvertretender Leiter des Bildungszentrums Oldenburg tätig. Im August 2018 kehrte Jäger in die Landeshauptstadt Hannover zurück und begann im Ministerium für Wirtschaft, Arbeit, Verkehr und Digitalisierung als Leiter des Referates „Kabinett, Landtag, Bundesrat, Ministerkonferenzen“. Nach dem Wechsel der Landesregierung im Herbst 2022 erfolgte eine Stellenumsetzung und Jäger wurde zum 1. Februar 2023 beim Ministerium für Wirtschaft, Verkehr, Bauen und Digitalisierung" die Referatsleitung "EU-Finanzkontrolle, Prüfbehörde" (Leitung der EU-Prüfbehörde EFRE/ESF des Landes Niedersachsen) übertragen.

### Politik
Jäger trat 1984 in die Junge Union und die CDU ein. Bei der Jungen Union war er von 1987 bis 1992 stellvertretender Landesvorsitzender in Bremen. Er war von 1990 bis 1998 sowie von 2000 bis 2008 Beisitzer im Landesvorstand der CDU Bremen. Zwischen 1990 und 1995 war er Mitglied der Deputation für Bildung und von 1991 bis 1995 Mitglied des Beirates Bremen-Neustadt. Als dessen Mitglied stand er in dieser Zeit für ein Jahr an der Spitze der CDU-Fraktion. Zwischen 1992 und 2001 und 2004 war er zudem Vorsitzender des CDU-Stadtbezirksverbandes Bremen-Neustadt.
Von 1995 bis 2005 war Jäger  Mitglied der Bremischen Bürgerschaft. Unter anderem war Jäger hochschul- und wissenschaftspolitischer Sprecher der CDU-Bürgerschaftsfraktion, Mitglied des Fraktionsvorstandes und Mitglied im Ausschuss für Bundes- und Europaangelegenheiten, internationale Kontakte und Entwicklungszusammenarbeit. Bei der Europawahl am 13. Juni 2004 trat er als Spitzenkandidat des CDU-Landesverbandes an, verpasste aber den Einzug ins Europäische Parlament.
Von 2000 bis 2008 war Jäger Vorsitzender des CDU-Kreisverbandes Bremen-Stadt sowie erneut Mitglied des CDU-Landesvorstandes Bremen. Im Frühjahr 2008 erreichte er die Stichwahl bei der Wahl des Bürgermeisters im Nordseeheilbad Büsum (Schleswig-Holstein), unterlag aber in der Stichwahl einem Mitbewerber.